# Lata de yesca

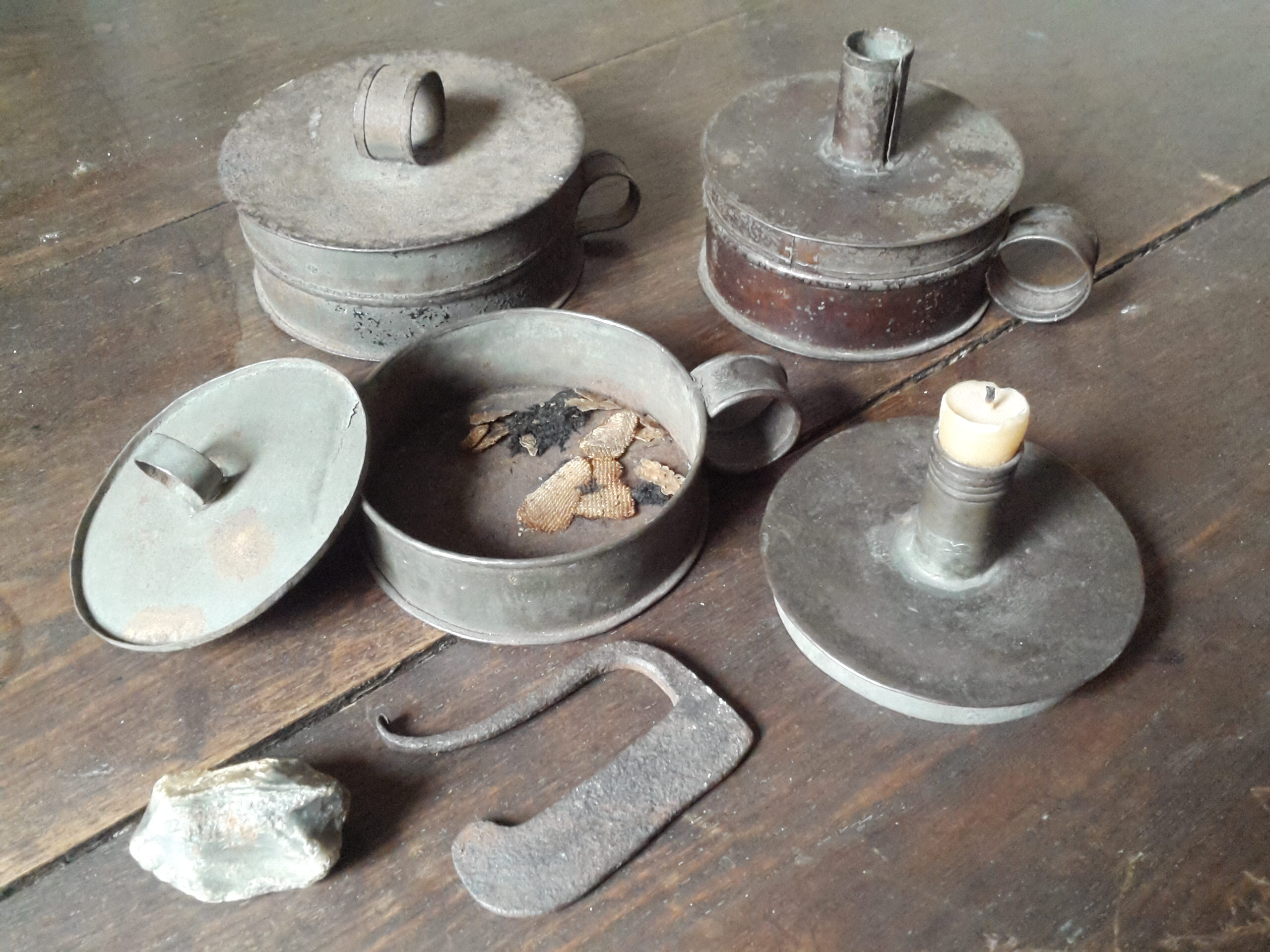
Latas de yesca fabricadas en hierro del y comienzos del.

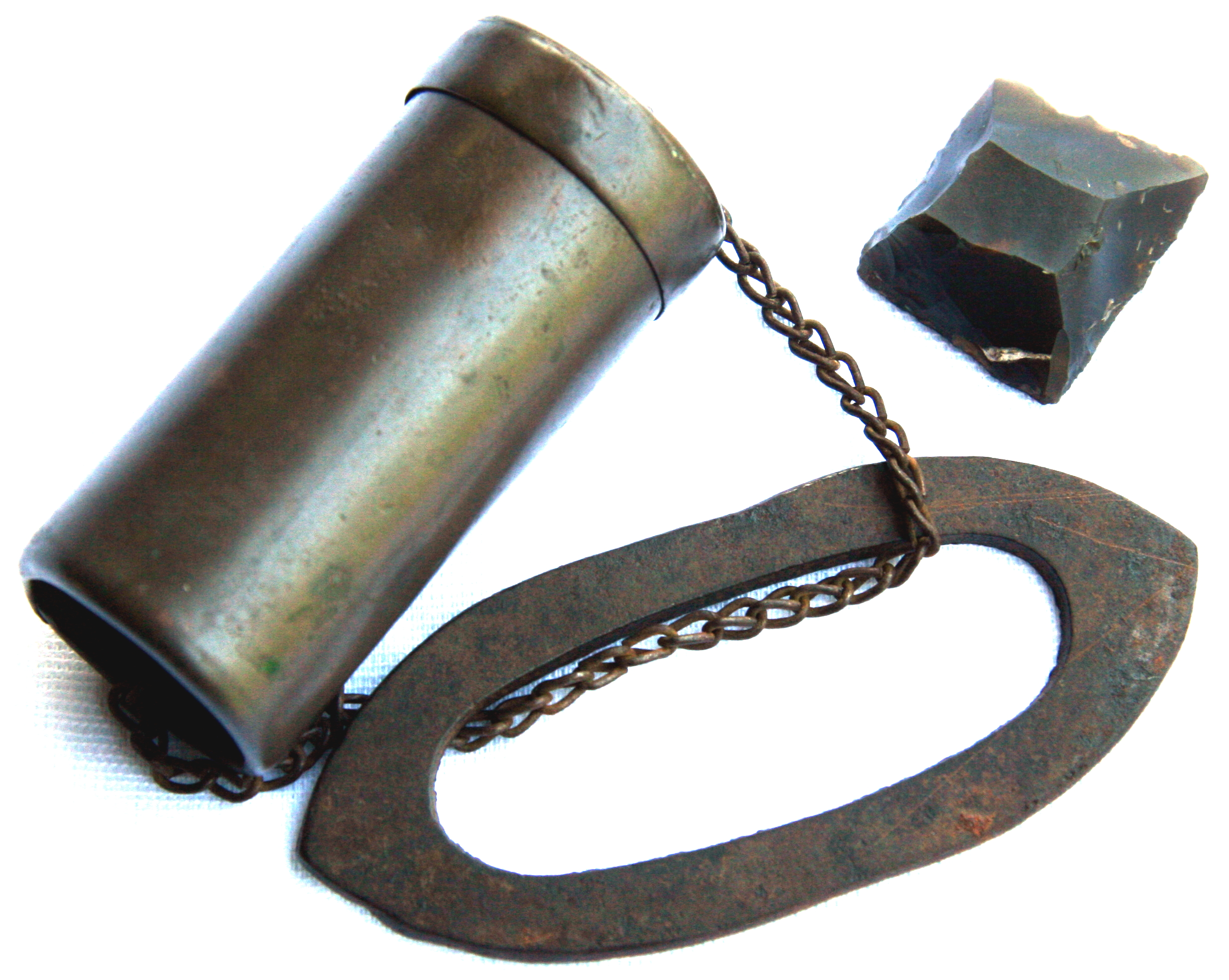
Una lata de yesca portátil con su "eslabón" encadenado y pedernal.

Una lata de yesca es un recipiente fabricado de madera o metal que contiene pedernal, eslabón (hierro al carbono), fósforos con puntas de azufre y yesca (por lo general tela de carbón, o una pequeña cantidad de algún material fibroso finamente dividido tal como cáñamos para ayudar a encender un  fuego).
Las latas de yesca dejaron de utilizarse cuando se inventaron los fósforos de fricción.

## Historia y uso
Durante la prehistoria en Europa se raspaban entre sí trozos de pedernal y piritas de hierro (comúnmente llamadas “oro de los tontos”) para generar una chispa que encendiera un fuego. Con el desarrollo del proceso de fundición del mineral de hierro durante la edad de hierro, finalmente el eslabón reemplazó a las piritas. El mismo era un trozo de acero al carbono (es difícil producir chispas con un trozo común de hierro), el cual era denominado "eslabón", y por lo general estaba doblado formando una 'D', o un anillo ovalado, de forma que pudiera ser tomado con dos o tres dedos para rasparlo. A veces se partía el pedernal para obtener un canto filoso para producir una chispa, a veces el pedernal era sustituido por otras rocas duras tales como cuarcita, chert o calcedonia.

### Tela de carbón
La tela de carbón era una tela fabricada de alguna fibra vegetal (por ejemplo algodón, lino, o yute) la cual previamente había sido carbonizada mediante pirólisis, lo que le otorgaba una baja temperatura de ignición y un quemado lento lo cual la convertía en un material apropiado para utilizar como yesca. También se utilizaba un trozo de madera podrida y 'amadou', que era una yesca preparada a partir de hongos empapados en nitrato de potasio (sal de piedra) y secados.
El pedernal era golpeado con un movimiento descendente vigoroso contra el trozo de hierro, lo que producía una lluvia de chispas sobre la yesca que se colocaba en el interior de la lata. Las chispas (en realidad pequeños trocitos de metal incandescente arrancados por el golpe del duro pedernal) creaban pequeñas llamas al caer sobre la tela de carbón, la que al comenzar su combustión soplando un poco, era suficiente para prender la astilla de madera con extremo de azufre. Entonces la yesca en llamas podía ser transportada para encender una vela, a menudo ubicada en un alojamiento en la tapa de la lata, y finalmente la tela era apagada para conservarla para otra oportunidad en que fuera necesaria. Con habilidad, era posible encender un fuego en menos de un minuto, pero en otras ocasiones podía requerir de más tiempo y ocasionalmente se agregaba una pizca de pólvora para facilitar el proceso.
Cuando se estaba de viaje fuera del hogar a menudo se utilizaba una pequeña lata de yesca portátil, que a veces también contenía un lente en la tapa para encender la yesca directamente con la ayuda de la luz solar. Las personas pobres que trabajaban en los campos encendían el fuego golpeando un pedernal en el canto de un cuchillo y dirigiendo las chispas hacia un trozo de papel de ignición (papel empapado en nitrato de potasio y luego secado) que portaban para este fin en sus bolsillos.

### SiglosXVIIIyXIX
La pistola de yesca, basada en el mecanismo de pedernal, era una alternativa más costosa a la lata de yesca y durante el siglo XVIII era utilizada con frecuencia en los hogares de clases sociales superiores y medias. A comienzos del siglo XIX se inventó un método más eficiente que la lata de yesca con una rueda giratoria de metal para producir las chispas además estaban disponibles otros dispositivos experimentales, tales como el pistón de fuego y la caja de encendido instantáneo. La necesidad de contar con fósforos con extremos de azufre dio origen a una pequeña industria doméstica y los mismos eran vendidos por las calles por jóvenes "fosforeras".
Las latas de yesca fueron un elemento de uso cotidiano durante el siglo XVIII y comienzos del siglo XIX, pero con la invención en 1827 de las cerillas de fricción por parte de John Walker en 1827, que permitió encender una cerilla al rasparla contra dos hojas de papel de lija, rápidamente las latas de yesca se tornaron obsoletas.
Un libro publicado en 1881 destaca que en 1834 el editor de una revista había predicho que a pesar de la aparición de los fósforos de fricción, la lata de yesca continuaría siendo utilizada en los hogares, pero en realidad ya por la época en que se escribió el artículo, la lata de yesca se había convertido en un elemento escaso y costoso que solo era posible observar en museos de antigüedades. Otro libro impreso en 1889 describe este tipo de lata de yesca, haciendo notar que los patrones de desgaste en el pedernal eran idénticos a los observados en pedernales existentes en colecciones de elementos prehistóricos.